# بدنام (فیلم ۲۰۰۶)
بدنام (به انگلیسی: Infamous) یا نفرت‌انگیز فیلمی محصول سال ۲۰۰۶ و به کارگردانی داگلاس مک‌گراث است. در این فیلم بازیگرانی همچون توبی جونز، ساندرا بولاک، دنیل کریگ، پیتر باگدانوویچ، جف دانیلز، هوپ دیویس، گوئینت پالترو، ایزابلا روسلینی، جولیت استیونسون، سیگورنی ویور، لی پیس، جان بنجامین هیکی ایفای نقش کرده‌اند.